# Chiesa di Sant'Andrea (Melano)
La chiesa parrocchiale di Sant'Andrea è un edificio religioso neoclassico che si trova nel comune di Val Mara, nella frazione di Melano di cui è la parrocchia.

## Storia
La chiesa fu menzionata per la prima volta nel XV secolo. Le sue forme attuali, tuttavia, si devono alla ricostruzione operata fra il 1846 e il 1850 da Luigi Fontana. Negli ultimi due anni dell'operato di Fontana Angelo Colla decorò gli interni. Al termine dei lavori vi fu installato un nuovo organo, proveniente dalla ex-chiesa di Santa Caterina a Lugano. Il portico e la scalinata furono invece realizzati all'inizio del XX secolo: il primo, scandito da colonne ioniche, fu realizzato da Florindo Bernasconi nel 1916, la seconda risale invece al 1920.
Il campanile, discostato dalla chiesa, apparteneva già al precedente edificio religioso.